# بحيرة سويسكا
بحيرة سويسكا (بالإسبانية: Laguna de Suesca) هي بحيرة طبيعية تقع في بلدية سويسكا ضمن إدارة كونديناماركا في كولومبيا، على ارتفاع يقدَّر بنحو 2,800 متر فوق مستوى سطح البحر، وتُعد واحدة من البحيرات الجبلية المرتبطة بتاريخ وثقافة شعب المويسكا الأصلي.

## الموقع والأهمية
تتمركز البحيرة في منطقة هضبية ضمن جبال الأنديز الشرقية، وتُحيط بها أراضٍ رعوية وتضاريس صخرية تُستخدم جزئيًا للأنشطة الزراعية والسياحة البيئية، وتُغذى البحيرة بمياه الأمطار ومصادر جوفية محلية، ويقل منسوبها أحيانًا بسبب التغيرات المناخية والنشاط البشري.
تشكل بحيرة سويسكا أهمية ثقافية وبيئية في المنطقة، حيث تُعد جزءًا من الإرث الطبيعي لشعوب الأنديز، وتُروى حولها أساطير محلية تعود إلى العصور ما قبل الكولومبية.